# Dlouhý Újezd
Dlouhý Újezd település Csehországban, Tachovi járásban. Dlouhý Újezd Hošťka, Tachov, Částkov, Lesná és Studánka településekkel határos. Lakosainak száma 418 fő (2024. január 1.).

## Népesség
A település lakosságának változását az alábbi diagram mutatja:
| Lakosok száma | 840  | 641  | 675  | 275  | 277  | 279  | 384  | 394  | 392  | 418  |
|               | 1869 | 1890 | 1921 | 1950 | 1980 | 2001 | 2017 | 2019 | 2022 | 2024 |